# Komarniki Wielkie
Komarniki Wielkie (biał. Вялікія Камарнікі, Wialikija Kamarniki) – wieś na Białorusi, w rejonie kamienieckim obwodu brzeskiego. Miejscowość wchodzi w skład Sielsowietu Ogrodniki. 
Komarniki Wielkie leżą 42 km na zachód od Kamieńca, 35 km na północny zachód od Brześcia, 9 km na południe od stacji kolejowej Wysoka-Litowsk na linii Brześć-Białystok i 200 m na zachód od Pulwy.